# Galerie des transports de Marseille
La Galerie des transports était un musée retraçant l'histoire des transports urbains de Marseille. Elle était implantée dans l'ancienne gare de l'Est, aujourd'hui station de métro Noailles.
Inauguré le 3 mars 1984, le musée a été fermé lors des travaux de rénovation de la ligne de tramway 68, aujourd'hui ligne 1.